# Eneco Tour 2011
L'Eneco Tour 2011, settima edizione della corsa, valevole come ventesima prova del UCI World Tour 2011, si svolse in sei tappe precedute da un cronoprologo dall'8 al 14 agosto 2011. La competizione fu vinta dal norvegese della squadra Sky Procycling Edvald Boasson Hagen, che completò i 967,8 km del percorso in 22h 30' 58".

## Tappe
| Tappa  | Data      | Percorso                                    | km    | Vincitore di tappa   | Leader cl. generale  |
| ------ | --------- | ------------------------------------------- | ----- | -------------------- | -------------------- |
| Prol.  | 8 agosto  | Amersfoort (NLD) (Cron. individuale)        | 5,7   | Taylor Phinney       | Taylor Phinney       |
| 1ª     | 9 agosto  | Oosterhout (NLD) > Sint Willebrord (NLD)    | 192,1 | André Greipel        | Taylor Phinney       |
| 2ª     | 10 agosto | Aalter (BEL) > Ardooie (BEL)                | 173,7 | André Greipel        | Taylor Phinney       |
| 3ª     | 11 agosto | Heers (BEL) > Andenne (BEL)                 | 191,2 | Philippe Gilbert     | Philippe Gilbert     |
| 4ª     | 12 agosto | Roermond (NLD) (Cron. individuale)          | 14,7  | Jesse Sergent        | Edvald Boasson Hagen |
| 5ª     | 13 agosto | Genk (BEL) > Genk (BEL)                     | 189,2 | Matteo Bono          | Edvald Boasson Hagen |
| 6ª     | 14 agosto | Sittard-Geleen (NLD) > Sittard-Geleen (NLD) | 201,2 | Edvald Boasson Hagen | Edvald Boasson Hagen |
| Totale | Totale    | Totale                                      | 967,8 |                      |                      |

## Squadre e corridori partecipanti
Al via si sono presentate le diciotto squadre del circuito UCI ProTour. Invitate fra le squadre Professional Continental sono l'olandese Skil-Shimano, la francese Cofidis e le belghe Topsport Vlaanderen-Mercator e Veranda's Willems-Accent.
| N.      | Cod. | Squadra                      |
| ------- | ---- | ---------------------------- |
| 1-8     | THR  | HTC-Highroad                 |
| 11-18   | RAB  | Rabobank Cycling Team        |
| 21-28   | SKY  | Sky Procycling               |
| 31-38   | SBS  | Saxo Bank-Sungard            |
| 41-48   | GRM  | Team Garmin-Cervélo          |
| 51-58   | RSH  | Team RadioShack              |
| 61-68   | TSV  | Topsport Vlaanderen-Mercator |
| 71-78   | OLO  | Omega Pharma-Lotto           |
| 81-88   | LIQ  | Liquigas-Cannondale          |
| 91-98   | QST  | Quickstep Cycling Team       |
| 101-108 | VCD  | Vacansoleil-DCM              |

| N.      | Cod. | Squadra                     |
| ------- | ---- | --------------------------- |
| 111-118 | SKS  | Skil-Shimano                |
| 121-128 | KAT  | Katusha Team                |
| 131-138 | MOV  | Movistar Team               |
| 141-148 | EUS  | Euskaltel-Euskadi           |
| 151-158 | AST  | Pro Team Astana             |
| 161-168 | LEO  | Team Leopard-Trek           |
| 171-178 | LAM  | Lampre-ISD                  |
| 181-188 | BMC  | BMC Racing Team             |
| 191-198 | ALM  | AG2R La Mondiale            |
| 201-208 | COF  | Cofidis, le Crédit en Ligne |
| 211-218 | VWA  | Veranda's Willems-Accent    |

## Dettaglio per tappa

### Prologo
- 8 agosto: Amersfoort (Paesi Bassi) > Amersfoort (Paesi Bassi) – Cronometro individuale – 5,7 km

Risultati
| Pos. | Corridore            | Squadra | Tempo |
| ---- | -------------------- | ------- | ----- |
| 1    | Taylor Phinney       | BMC     | 6'57" |
| 2    | Edvald Boasson Hagen | Sky     | a 7"  |
| 3    | David Millar         | Garmin  | a 8"  |

| Pos. | Corridore            | Squadra | Tempo |
| ---- | -------------------- | ------- | ----- |
| 1    | Taylor Phinney       | BMC     | 6'57" |
| 2    | Edvald Boasson Hagen | Sky     | a 7"  |
| 3    | David Millar         | Garmin  | a 8"  |

### 1ª tappa
- 9 agosto: Oosterhout (Paesi Bassi) > Sint Willebrord (Paesi Bassi) – 192,1 km

Risultati
| Pos. | Corridore         | Squadra     | Tempo    |
| ---- | ----------------- | ----------- | -------- |
| 1    | André Greipel     | OmegaPharma | 4h21'20" |
| 2    | Denis Galimzjanov | Katusha     | s.t.     |
| 3    | Tyler Farrar      | Garmin      | s.t.     |

| Pos. | Corridore            | Squadra | Tempo    |
| ---- | -------------------- | ------- | -------- |
| 1    | Taylor Phinney       | BMC     | 4h28'17" |
| 2    | Edvald Boasson Hagen | Sky     | a 7"     |
| 3    | David Millar         | Garmin  | a 8"     |

### 2ª tappa
- 10 agosto: Aalter (Belgio) > Ardooie (Belgio) – 173,7 km

Risultati
| Pos. | Corridore            | Squadra     | Tempo    |
| ---- | -------------------- | ----------- | -------- |
| 1    | André Greipel        | OmegaPharma | 4h07'21" |
| 2    | Tyler Farrar         | Garmin      | s.t.     |
| 3    | Edvald Boasson Hagen | Sky         | s.t.     |

| Pos. | Corridore            | Squadra | Tempo    |
| ---- | -------------------- | ------- | -------- |
| 1    | Taylor Phinney       | BMC     | 8h35'38" |
| 2    | Edvald Boasson Hagen | Sky     | a 3"     |
| 3    | David Millar         | Garmin  | a 8"     |

### 3ª tappa
- 11 agosto: Heers (Belgio) > Andenne (Belgio) – 191,2 km

Risultati
| Pos. | Corridore        | Squadra     | Tempo    |
| ---- | ---------------- | ----------- | -------- |
| 1    | Philippe Gilbert | OmegaPharma | 4h54'53" |
| 2    | Grega Bole       | Lampre      | a 8"     |
| 3    | Ben Hermans      | RadioShack  | s.t.     |

| Pos. | Corridore            | Squadra     | Tempo     |
| ---- | -------------------- | ----------- | --------- |
| 1    | Philippe Gilbert     | OmegaPharma | 13h30'34" |
| 2    | Edvald Boasson Hagen | Sky         | a 5"      |
| 3    | David Millar         | Garmin      | a 13"     |

### 4ª tappa
- 12 agosto: Roermond (Paesi Bassi) > Roermond (Paesi Bassi) – Cronomentro individuale – 14,7 km

Risultati
| Pos. | Corridore        | Squadra      | Tempo  |
| ---- | ---------------- | ------------ | ------ |
| 1    | Jesse Sergent    | RadioShack   | 17'55" |
| 2    | Alex Rasmussen   | HTC          | a 14"  |
| 3    | Jürgen Roelandts | Omega Pharma | a 20"  |

| Pos. | Corridore            | Squadra     | Tempo     |
| ---- | -------------------- | ----------- | --------- |
| 1    | Edvald Boasson Hagen | Sky         | 13h49'06" |
| 2    | Philippe Gilbert     | OmegaPharma | a 12"     |
| 3    | David Millar         | Garmin      | a 18"     |

### 5ª tappa
- 13 agosto: Genk (Belgio) > Genk (Belgio) – 189,2 km

Risultati
| Pos. | Corridore     | Squadra | Tempo    |
| ---- | ------------- | ------- | -------- |
| 1    | Matteo Bono   | Lampre  | 4h12'14" |
| 2    | Sergej Renëv  | Astana  | s.t.     |
| 3    | Artëm Ovečkin | Katusha | a 3"     |

| Pos. | Corridore            | Squadra     | Tempo     |
| ---- | -------------------- | ----------- | --------- |
| 1    | Edvald Boasson Hagen | Sky         | 18h01'26" |
| 2    | Philippe Gilbert     | OmegaPharma | a 12"     |
| 3    | David Millar         | Garmin      | a 18"     |

### 6ª tappa
- 14 agosto: Sittard-Geleen (Paesi Bassi) > Sittard-Geleen (Paesi Bassi) – 201,2 km

Risultati
| Pos. | Corridore            | Squadra    | Tempo    |
| ---- | -------------------- | ---------- | -------- |
| 1    | Edvald Boasson Hagen | Sky        | 4h29'42" |
| 2    | Manuel Cardoso       | RadioShack | a 1"     |
| 3    | Lars Boom            | Rabobank   | s.t.     |

| Pos. | Corridore            | Squadra     | Tempo     |
| ---- | -------------------- | ----------- | --------- |
| 1    | Edvald Boasson Hagen | Sky         | 22h54'22" |
| 2    | Philippe Gilbert     | OmegaPharma | a 22"     |
| 3    | David Millar         | Garmin      | a 28"     |

## Classifiche finali

### Classifica generale - Maglia bianca
| Pos. | Corridore            | Squadra      | Tempo     |
| ---- | -------------------- | ------------ | --------- |
| 1    | Edvald Boasson Hagen | Sky          | 22h54'22" |
| 2    | Philippe Gilbert     | Omega Pharma | a 22"     |
| 3    | David Millar         | Garmin       | a 28"     |
| 4    | Taylor Phinney       | BMC          | a 35"     |
| 5    | Jos van Emden        | Rabobank     | a 57"     |
| 6    | Joost van Leijen     | Vacansoleil  | a 1'04"   |
| 7    | Dominique Cornu      | Topsport Vl. | a 1'07"   |
| 8    | Dries Devenyns       | Quickstep    | a 1'08"   |
| 9    | Ben Hermans          | RadioShack   | a 1'09"   |
| 10   | Linus Gerdemann      | Leopard      | a 1'13"   |

### Classifica sprint - Maglia rossa
| Pos. | Corridore            | Squadra      | Punti |
| ---- | -------------------- | ------------ | ----- |
| 1    | Edvald Boasson Hagen | Sky          | 122   |
| 2    | Taylor Phinney       | BMC          | 85    |
| 3    | André Greipel        | Omega Pharma | 68    |
| 4    | Grega Bole           | Lampre       | 66    |
| 5    | Lars Boom            | Rabobank     | 56    |

### Classifica giovani - Maglia verde
| Pos. | Corridore            | Squadra    | Tempo     |
| ---- | -------------------- | ---------- | --------- |
| 1    | Edvald Boasson Hagen | Sky        | 22h54'22" |
| 2    | Taylor Phinney       | BMC        | a 35"     |
| 3    | Ben Hermans          | RadioShack | a 1'09"   |
| 4    | Damiano Caruso       | Liquigas   | a 2'04"   |
| 5    | Maxime Vantomme      | Katusha    | a 2'19"   |

### Classifica a squadre
| Pos. | Squadra               | Tempo     |
| ---- | --------------------- | --------- |
| 1    | Team RadioShack       | 68h45'24" |
| 2    | Sky Procycling        | s.t.      |
| 3    | Rabobank Cycling Team | a 22"     |
| 4    | BMC Racing Team       | a 2'11"   |
| 5    | Katusha Team          | a 2'13"   |

## Evoluzione delle classifiche
| Tappa              | Vincitore            | Classifica generale Maglia bianca | Classifica sprint Maglia rossa | Classifica giovani Maglia verde | Classifica a squadre  |
| ------------------ | -------------------- | --------------------------------- | ------------------------------ | ------------------------------- | --------------------- |
| Prol.              | Taylor Phinney       | Taylor Phinney                    | Taylor Phinney                 | Taylor Phinney                  | Rabobank Cycling Team |
| 1ª                 | André Greipel        | Taylor Phinney                    | Taylor Phinney                 | Taylor Phinney                  | Rabobank Cycling Team |
| 2ª                 | André Greipel        | Taylor Phinney                    | Edvald Boasson Hagen           | Taylor Phinney                  | Rabobank Cycling Team |
| 3ª                 | Philippe Gilbert     | Philippe Gilbert                  | Edvald Boasson Hagen           | Edvald Boasson Hagen            | Sky Procycling        |
| 4ª                 | Jesse Sergent        | Edvald Boasson Hagen              | Edvald Boasson Hagen           | Edvald Boasson Hagen            | Team RadioShack       |
| 5ª                 | Matteo Bono          | Edvald Boasson Hagen              | Edvald Boasson Hagen           | Edvald Boasson Hagen            | Team RadioShack       |
| 6ª                 | Edvald Boasson Hagen | Edvald Boasson Hagen              | Edvald Boasson Hagen           | Edvald Boasson Hagen            | Team RadioShack       |
| Classifiche finali | Classifiche finali   | Edvald Boasson Hagen              | Edvald Boasson Hagen           | Edvald Boasson Hagen            | Team RadioShack       |

## Punteggi UCI
| Pos.             | Corridore            | Squadra      | Punti |
| ---------------- | -------------------- | ------------ | ----- |
| 1                | Edvald Boasson Hagen | Sky          | 112   |
| 2                | Philippe Gilbert     | Omega Pharma | 86    |
| 3                | David Millar         | Garmin       | 72    |
| 4                | Taylor Phinney       | BMC          | 66    |
| 5                | Jos van Emden        | Rabobank     | 50    |
| 6                | Joost van Leijen     | Vacansoleil  | 40    |
| 7                | Dries Devenyns       | Quickstep    | 20    |
| 8                | André Greipel        | Omega Pharma | 12    |
| Ben Hermans      | RadioShack           | 12           |       |
| 10               | Tyler Farrar         | Garmin       | 6     |
| Jesse Sergent    | RadioShack           | 6            |       |
| Matteo Bono      | Lampre               | 6            |       |
| 13               | Alex Rasmussen       | HTC          | 5     |
| Grega Bole       | Lampre               | 5            |       |
| Linus Gerdemann  | Leopard              | 5            |       |
| 16               | Denis Galimzjanov    | Katusha      | 4     |
| Sergej Renëv     | Astana               | 4            |       |
| Manuel Cardoso   | RadioShack           | 4            |       |
| Lars Boom        | Rabobank             | 4            |       |
| 20               | Jürgen Roelandts     | Omega Pharma | 3     |
| 21               | Artëm Ovečkin        | Katusha      | 2     |
| 22               | Theo Bos             | Rabobank     | 1     |
| Baden Cooke      | Saxo Bank            | 1            |       |
| Vladimir Isajčev | Katusha              | 1            |       |
| Tomas Vaitkus    | Astana               | 1            |       |
| Damiano Caruso   | Liquigas             | 1            |       |

| Pos.                | Squadra                | Punti |
| ------------------- | ---------------------- | ----- |
| 1                   | Sky Procycling         | 112   |
| 2                   | Omega Pharma-Lotto     | 101   |
| 3                   | Team Garmin-Cervélo    | 78    |
| 4                   | BMC Racing Team        | 66    |
| 5                   | Rabobank Cycling Team  | 55    |
| 6                   | Vacansoleil-DCM        | 40    |
| 7                   | Team RadioShack        | 22    |
| 8                   | Quickstep Cycling Team | 20    |
| 9                   | Lampre-ISD             | 11    |
| 10                  | Katusha Team           | 7     |
| 11                  | HTC-Highroad           | 5     |
| Team Leopard-Trek   | 5                      |       |
| Pro Team Astana     | 5                      |       |
| 14                  | Saxo Bank-Sungard      | 1     |
| Liquigas-Cannondale | 1                      |       |

| Pos.        | Nazione       | Punti |
| ----------- | ------------- | ----- |
| 1           | Belgio        | 121   |
| 2           | Norvegia      | 112   |
| 3           | Paesi Bassi   | 95    |
| 4           | Regno Unito   | 72    |
| Stati Uniti | 72            |       |
| 6           | Germania      | 17    |
| 7           | Italia        | 7     |
| Russia      | 7             |       |
| 9           | Nuova Zelanda | 6     |
| 10          | Slovenia      | 5     |
| Danimarca   | 5             |       |
| 12          | Kazakistan    | 4     |
| Portogallo  | 4             |       |
| 14          | Australia     | 1     |
| Lituania    | 1             |       |